# Cathédrale Saint-Georges de Novi Sad
Pour les articles homonymes, voir Cathédrale Saint-Georges.
La cathédrale Saint-Georges de Novi Sad (en serbe cyrillique : Саборна црква Светог Георгија у Новом Саду ; en serbe latin : Saborna crkva Svetog Georgija u Novom Sadu) est une cathédrale orthodoxe située à Novi Sad, la capitale de la province autonome de Voïvodine, en Serbie. Construite entre 1734 et 1740, restaurée au milieu du XIXe siècle et au début du XXe siècle, elle est inscrite sur la liste des monuments culturels de grande importance de la république de Serbie (n° d'identifiant SK 1125).

## Localisation
La cathédrale est située 2 rue Nikole Pašića, dans la municipalité urbaine de Stari grad, à proximité du palais épiscopal.

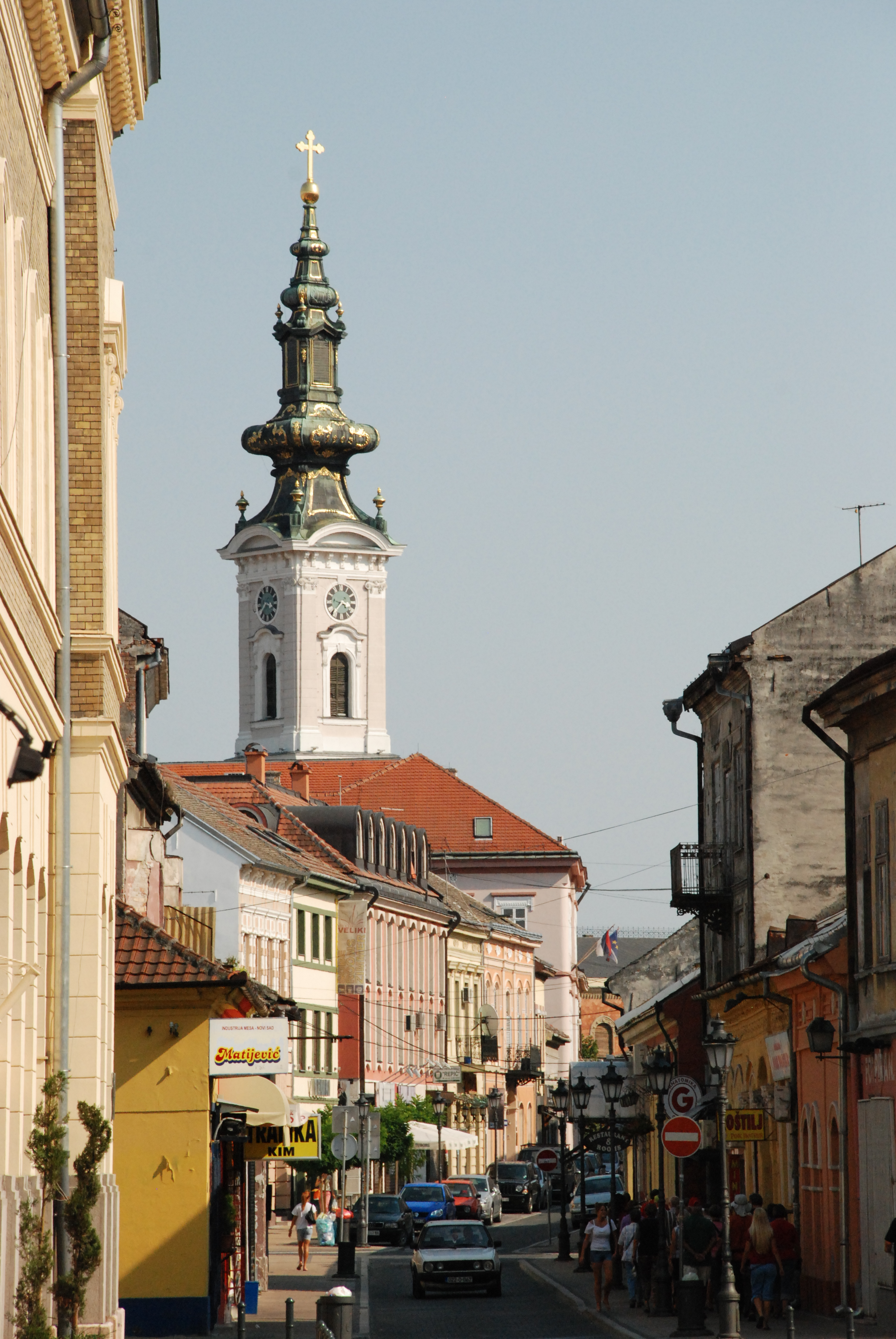
La cathédrale dans son contexte urbain (rue Nikole Pašića)
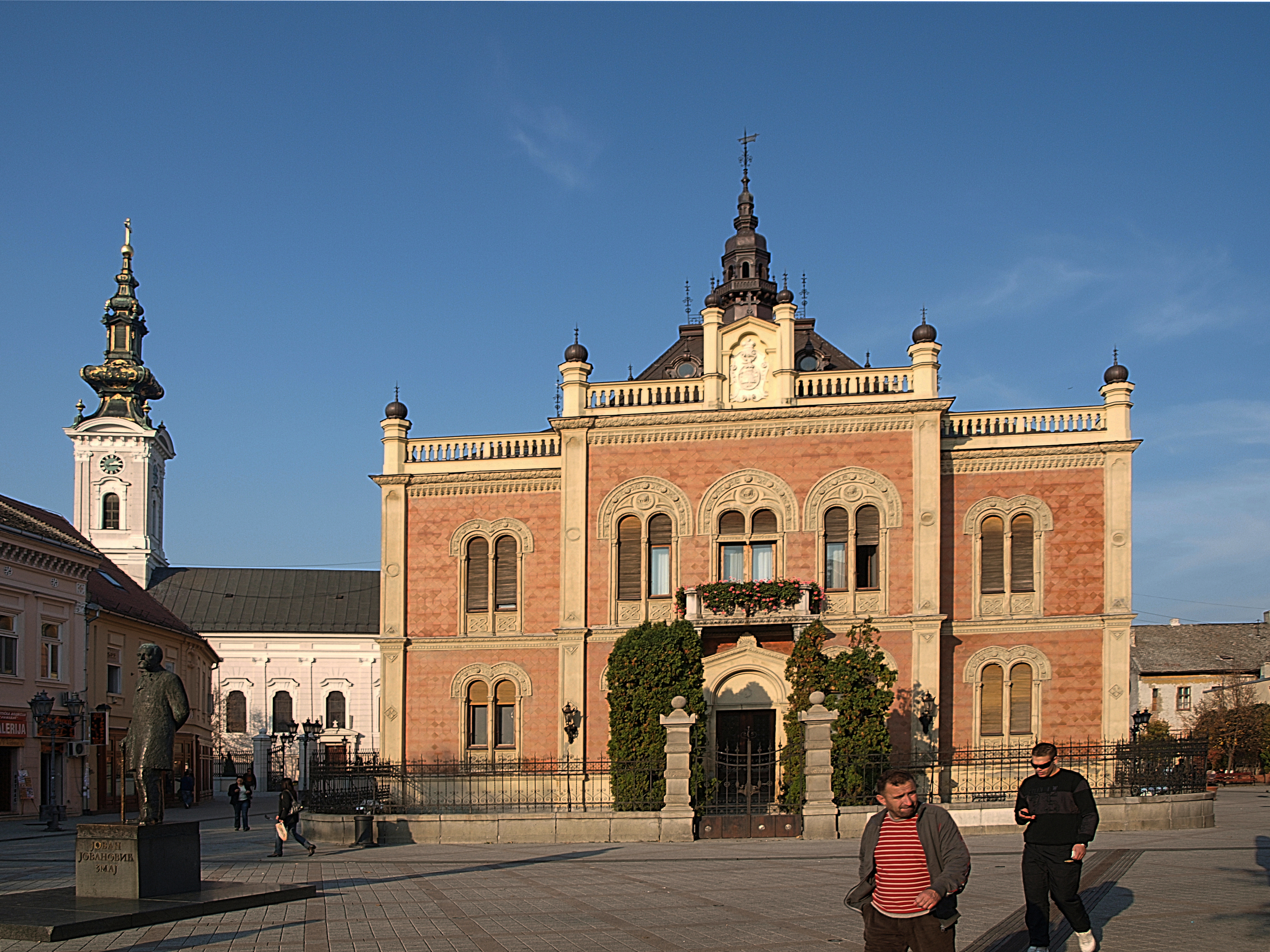
La cathédrale (à gauche) et le palais épiscopal (à droite)

## Histoire

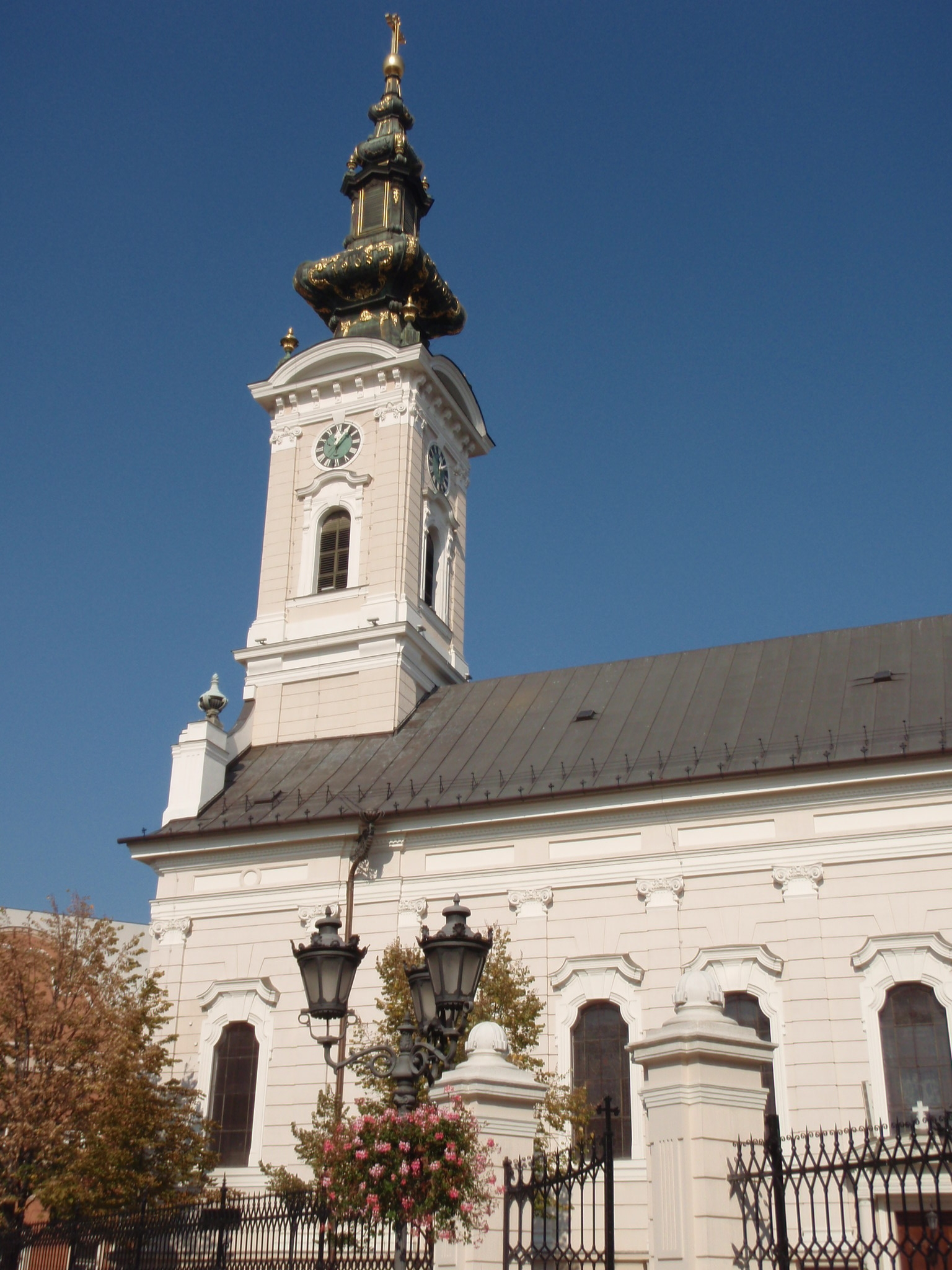
Autre vue de la cathédrale

La cathédrale Saint-Georges a été construite entre 1734 et 1740 mais, en 1849, au moment de la révolution hongroise de 1848-1849, comme beaucoup d'autres bâtiments de Novi Sad, elle fut gravement endommagée par le bombardement de la forteresse de Petrovaradin : la tour fut alors détruite et la façade s'effondra,.
La cathédrale fut restaurée entre 1851 et 1853 selon les plans de l'architecte Gustav Šaibe ; puis, entre 1902 et 1905, de grands travaux de rénovation furent conduits par l'architecte Mihailo Harminac qui donnèrent à l'édifice son apparence actuelle,. Malgré ces travaux, la cathédrale conserve pour l'essentiel son aspect originel.

## Architecture

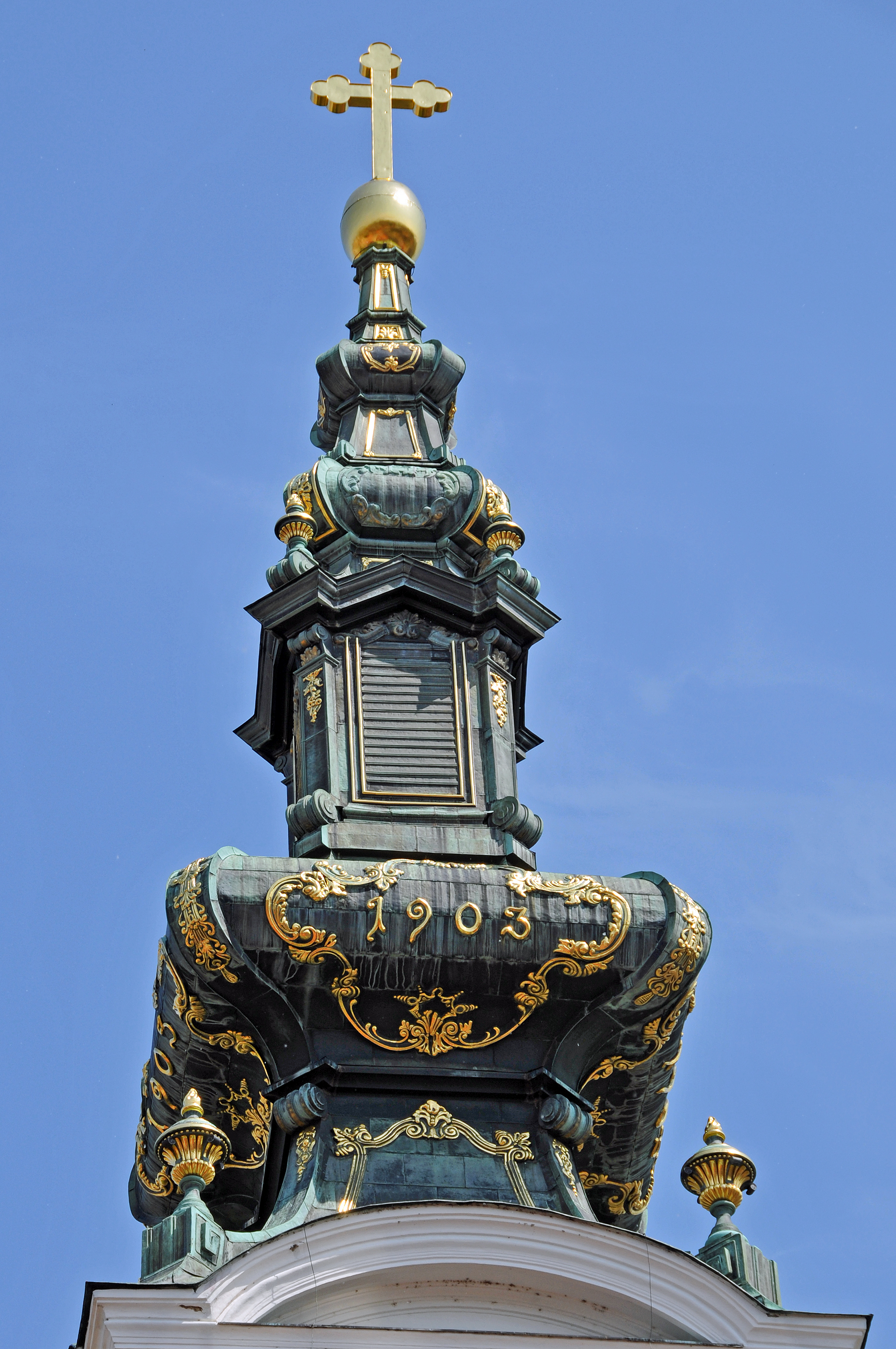
Détail du clocher

La cathédrale, de style néo-baroque, est constituée d'une nef unique prolongée par une abside à trois pans. La façade occidentale est dominée par un haut clocher ; verticalement, elle est rythmée par des pilastres surmontés de chapiteaux et, horizontalement, par des corniches ; elle se termine par un tympan triangulaire puis, juste au-dessous du bulbe du clocher, par un autre tympan en arc surbaissé.

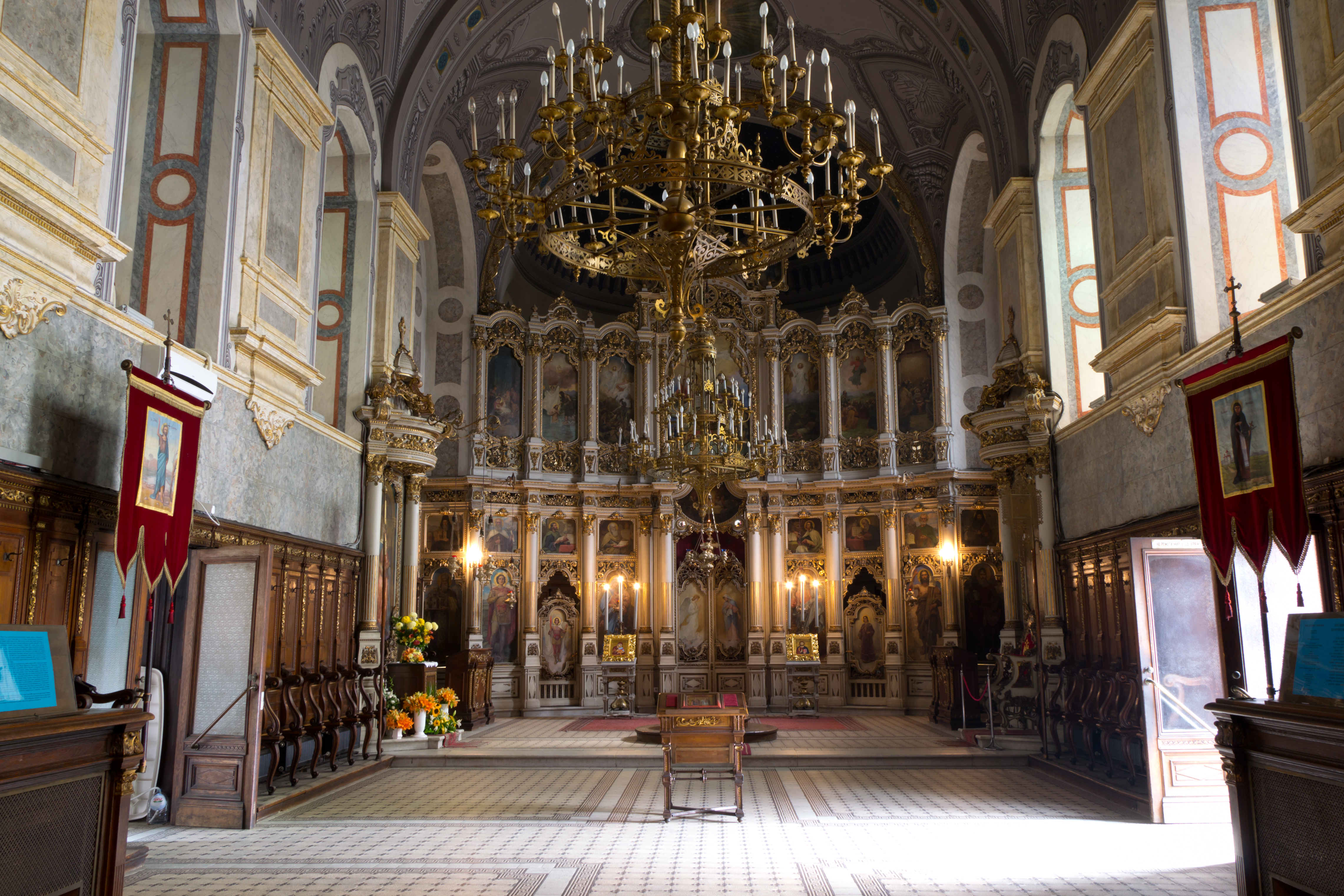
La nef de la cathédrale

## Peintures et vitraux

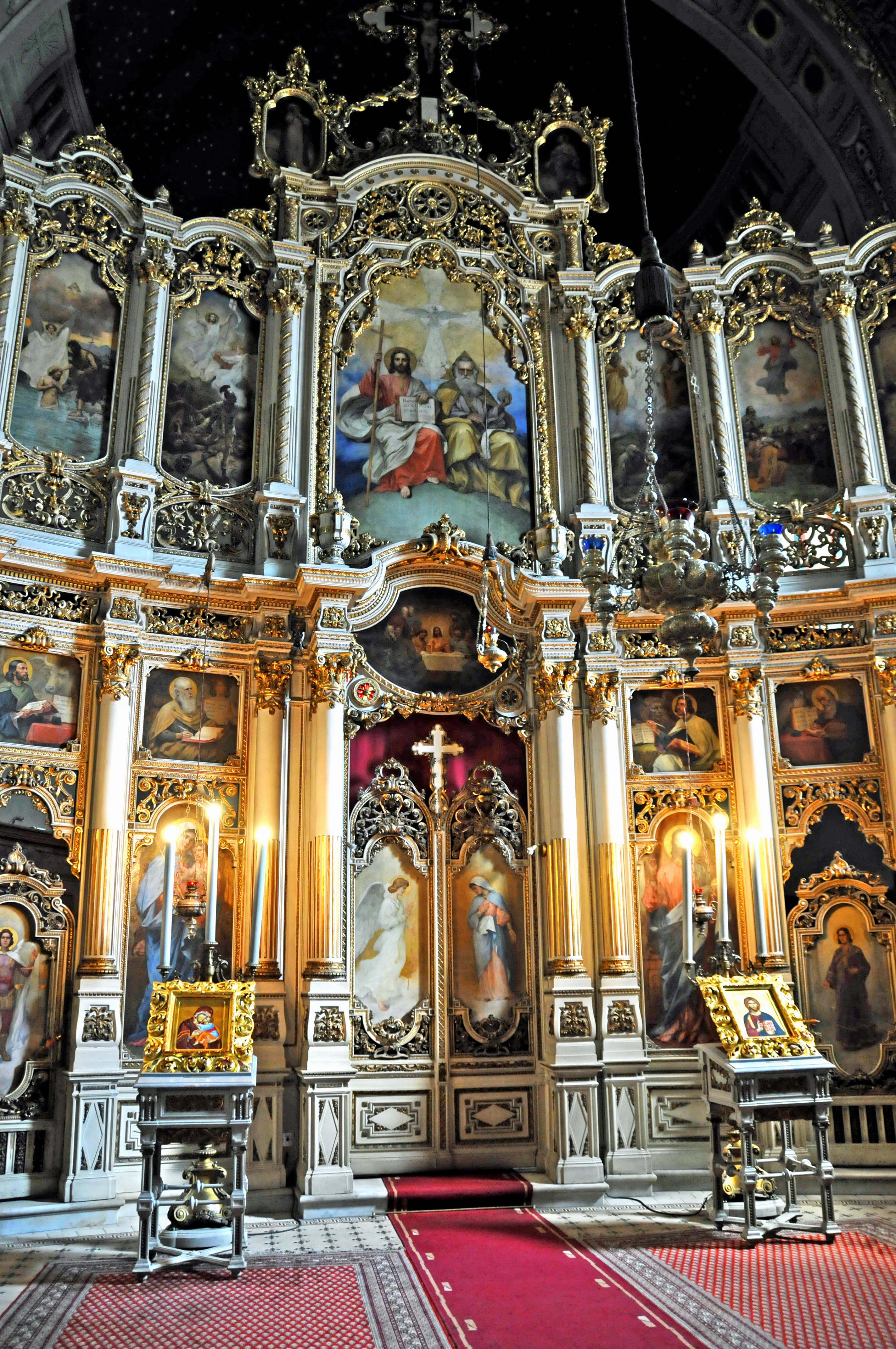
L'iconostase de la cathédrale

Une première iconostase avait été peinte pour la cathédrale par Jovan Klajić (1815-1888) ; elle a été transférée dans l'église du Saint-Esprit de Čenej. L'iconostase actuelle a été peinte par Paja Jovanović (1859-1957), un représentant du réalisme académique en Serbie. Les fresques de la cathédrale sont dues à Stevan Aleksić (1876-1923). Des vitraux contribuent également à la décoration de l'intérieur de l'édifice,.

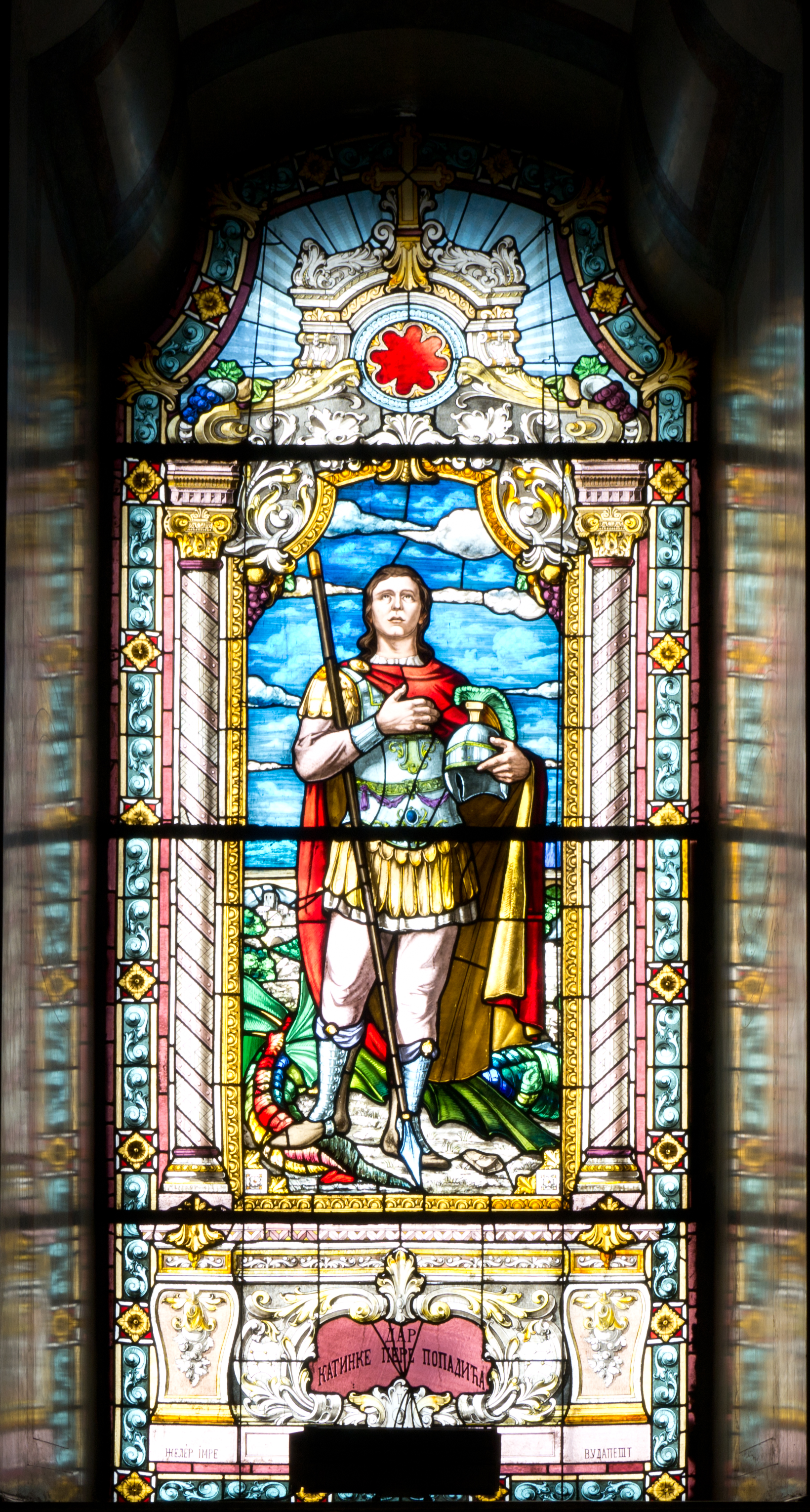
Un vitrail de la cathédrale

## Restauration

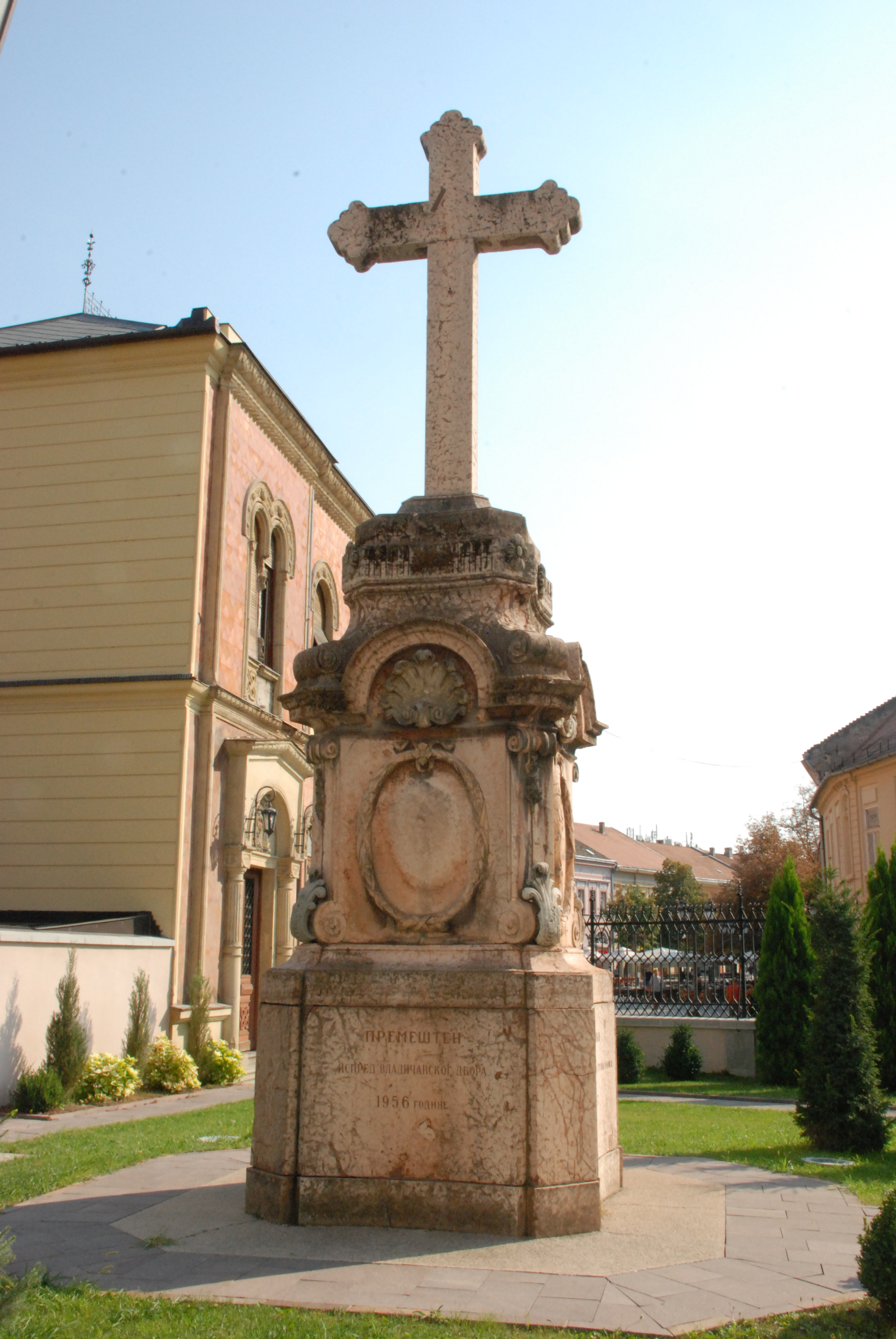
Croix en marbre rouge près de la cathédrale

Une vaste campagne de conservation et de restauration est menée sur l'édifice depuis 2000.

## Croix près de la cathédrale
Juste à côté de la cathédrale se trouve une croix orthodoxe en marbre rouge du XVIIIe siècle qui passe pour le plus ancien monument public de Novi Sad ; elle a été restaurée en 1867 grâce à la philanthrope Marija Trandafil. Elle se trouve à son emplacement actuel depuis 1957.